# 4'-メトキシイソフラボン-2'-ヒドロキシラーゼ
4'-メトキシイソフラボン-2'-ヒドロキシラーゼ（isoflavone 2'-hydroxylase）は、次の化学反応を触媒する酸化還元酵素である。
ホルモノネチン + NADPH + H+ + O2 {\displaystyle \rightleftharpoons } 2'-ヒドロキシホルモノネチン + NADP+ + H2O
この酵素の基質はホルモノネチン、NADPH、H+とO2で、生成物は2'-ヒドロキシホルモノネチン、NADP+とH2Oである。補因子としてヘムを用いる。
組織名はformononetin,NADPH:oxygen oxidoreductase (2'-hydroxylating)で、別名にisoflavone 2'-monooxygenase (ambiguous)、isoflavone 2'-hydroxylase (ambiguous)がある。